# 香取号训练巡洋舰
香取号训练巡洋舰（日语：／ Katori ?），是香取级训练巡洋舰1号舰，二战期间于大日本帝国海军服役。该舰得名自千叶县香取神宮。

## 背景
在1937年和1939年的海军扩充预算中，日本海军原计划将香取级当做训练舰使用。在太平洋战争期间，香取级曾在多种舰队担任旗舰，比如潜艇舰队和护航舰队。随着战事的推进，日本海军给香取号增设了一些防空炮和深水炸弹。

## 服役生涯

### 战前
1940年4月20日，香取号于三菱横滨重工造船厂竣工。并被部署在附近的橫須賀市。
1940年7月28日，香取号和她的姐妹舰鹿岛号训练巡洋舰参加了战前最后一次海军学校学生巡游，他们访问了江田島市、陸奧市、大连市、旅顺口和上海市。

### 太平洋战争初期
1941年11月11日，海军中清水光美在香取号上和他的指挥官们共同商讨袭击珍珠港的相关事宜。1941年11月24日，香取号启程前往特鲁克岛。珍珠港事件发生时，香取号正停在瓜加林環礁。
1941年12月10日，伊号第六潜舰报告称，她发现美国海军列克星敦号航空母舰正和两艘巡洋舰向东北方向航行。清水中将命令潜艇追踪并击沉航母，但列克星顿号最后逃掉了。
1941年末，香取号返回特鲁克岛。1942年1月3日，清水中将又开会讨论了“R行动”（即入侵拉包爾和卡維恩的计划）的细节，这个计划在1942年1月23日到24日间实施。
1942年2月1日，香取号在瓜加林環礁遭到从企业号航母上起飞，隶属VB-6中队和VS-6中队的SBD無畏式俯衝轟炸機以及TBD毁灭者式鱼雷轰炸机的袭击。清水中将在袭击中受伤，香取号也因受损严重获准返回横须贺接受修理。5月，香取号返回瓜加林環礁。1942年5月24日，新上任的第6舰队司令小松辉久命令微型潜艇舰队指挥官为攻击悉尼港做准备。
1942年8月，香取号临时返回横须贺升级装备。日本海军方面在香取号舰桥前部增设了两门双联九六式25毫米高射機炮。随后，她返回特鲁克岛并继续待命。
1943年6月21日，高木武雄接手第六舰队，不过在1944年2月15日日军失去瓜加林環礁后，香取号又被重新分配至海上護衛總司令部名下。

### 沉没
1944年2月17日到18日间，美国海军的9艘航空母舰在6艘战列舰，10艘巡洋舰，28艘驱逐舰的协助下，大举进攻特鲁克岛。香取号在袭击开始之前，就已经和赤城丸特设巡洋舰，舞风号驱逐舰，野分号驱逐舰及湘南丸19号扫雷艇离开特鲁克岛，驶向横须贺。不过他们随后就遭到了F6F地狱猫式战斗机和TBF復仇者式轟炸機的袭击。赤城丸沉没，香取号也中了一发鱼雷，轻微受损。不过数小时后，美国海军一支由新泽西号战列舰，愛荷華号战列舰以及两艘巡洋舰和两艘驱逐舰组成的舰队发现了香取号所在的编队并发动攻击。美军驱逐舰6次向香取号发动鱼雷齐射，香取号也以1轮鱼雷齐射回敬，不过双方发射的鱼雷都没有打中目标。
愛荷華号战列舰在靠近香取号后，向香取号进行了十轮炮火齐射，共计发射16英寸高爆弹59枚，5英寸炮弹129枚。在第五次齐射后，香取号的右舷就出现了7个直径5英尺的大洞。其中一个洞位于舰桥下，水线下方5英尺深的地方，另有一个洞位于船体中部的水线附近。除此之外香取号上还有9个小洞。由于左舷破坏过于严重，在香取号遭到攻击的13分钟后，船尾开始下沉，该舰最终沉没。当时，有人在海中看见了香取号上的生还者，但美军没有予以救援。
1944年3月31日，日本海军将香取号除籍。